# Terry Schiavo
Terry Schiavo, all'anagrafe Teresa Maria Antonietta Schiavo (Milano, 17 aprile 1970), è un'attrice, giornalista, cantante e personaggio televisivo italiana, attiva dai primi anni novanta in cinema, teatro e televisione.

## Biografia
Nata a Milano è una show-girl televisiva e interprete teatrale.
Nel 1994 conduce con Federica Panicucci Unomania magazine su Italia 1; nel 1995 Smile ancora su Italia 1 (contenitore d'intrattenimento per ragazzi). Immediatamente dopo Terry viene promossa alla prima serata di Italia 1, il canale giovane delle reti Mediaset e in quel periodo si consacra tra le conduttrici più richieste.
In televisione — dove ha debuttato nel 1991 con Piacere Raiuno — ha partecipato a diverse trasmissioni televisive fra cui: le sit-com Piloti, Belli dentro, Casa Vianello e Nonno Felice.
Tra gli altri suoi programmi vi sono anche il reality show di SKY Vivo Reality Game e la soap opera di Mediaset Vivere.
È stata ospite come opinionista in diverse trasmissioni di Rai 2, fra cui Quelli che il calcio e ha condotto il programma Diretta stadio... ed è subito goal! per Italia 7 Gold, al fianco di Giorgio Micheletti. 
Nella stagione 2006-2007 è stata fra le protagoniste della commedia di Gianfranco Nullo Donne in toilette), per il cinema è stata fra gli interpreti del film Bastardi, pellicola girata nel 2008.
È anche giornalista pubblicista iscritta all'albo dell'Ordine Giornalisti della Lombardia dal 2010; è autrice del libro Volevo ballare il Bunga Bunga anch'io! pubblicato nel marzo 2012 da SBCedizioni.
Come cantante ha inciso alcuni brani fra cui My Africa scritto e arrangiato da Gerardo Tarallo (1993), (Jumping (1996), Il viaggio (2005), Due come noi (2008), Sei Speciale (2009) scritto con Paola 4 e Like A Diva (2012) scritto e prodotto da Vale De Vito e Christian Bendotti.

## Filmografia
- Piedipiatti, regia di Carlo Vanzina (1991)
- Vivere – serial TV (1999)
- Bastardi, regia di Federico Del Zoppo e Andres Alce Meldonado (2008)
- I Wanna Be the Testimonial, regia di Davide Tafuni (2014)

## Discografia
- 2005 – Il Viaggio, CD Single (2005)

## Libri
- Volevo ballare il Bunga Bunga anch'io!, SBCedizioni, 2012.
- Love Factor, SBCedizioni, 2014.